# Göran Petersson
Göran Petersson, född den 2 juli 1942, är en svensk advokat, seglare och idrottsledare.

## Biografi
Petersson utexaminerades från Göteborgs handelsinstitut 1963 och blev juris kandidat vid Lunds universitet 1967. Han blev advokat 1977 och var under många år verksam vid Advokatfirman Vinge i Göteborg.
Petersson har haft många engagemang inom, och stort intresse för segling. Under perioden 2004–2012 var han ordförande för International Sailing Federation (ISAF) (Internationella seglingsförbundet, sedan 2015 nytt namn World Sailing). Under perioden 2009–2017 var Petersson ledamot av Internationella olympiska kommittén (IOK).

## Utmärkelser
- 1995 – H.M. Konungens medalj i 8:e storleken i högblått band för "betydelsefulla insatser för segelsporten"[9]
- 2013 – "the ISAF Beppe Croce Trophy" som "honours an individual for their outstanding voluntary contribution to the sport of sailing".[10]
- 2017 – invald Göteborgsidrottens Hall of Fame.[11]
- 2022 – invald Svensk seglings Hall of Fame[12]